# Prosta energija
Pròsta energíja ali Helmholtzeva fúnkcija [hélmholčeva ~] je termodinamski potencial, definiran kot razlika med notranjo energijo Wn in zmnožkom temperature T in entropije S:
{\displaystyle F=W_{n}-TS\!\,.}
Prosta energija doseže minimum v ravnovesnem stanju v termodinamskih sistemih s stalno prostornino in stalno temperaturo.